# عشبة الملاك المخزنية
حشيشة أو عشبة الملاك المخزنية أو حشيشة الملاك  أو الكرفس البري نبات ثنائي الحل من فصيلة الخيمية، وهو نوع فرعي يزرع لسيقانه وجذوره الصالحة للأكل المعطرة. يشبه مظهره العديد من الأنواع السامة (الشوكران الكبير وهرقلية وغيرها)، ولا يجو تناوله إلا إذا تم التيقن من صلاحه.

## الوصف والتوزيع
خلال عامها الأول تنمو الأوراق فقط، ولكن خلال عامها الثاني، يمكن أن يصل ارتفاع ساقها المخدد إلى 2.5 متر (ما يزيد قليلاً عن 8 أقدام)، ويستخدم الجذر في مستحضرات النكهة تتكون أوراقها من عدة منشورات صغيرة مقسمة إلى ثلاث مجموعات رئيسية، كل منها مقسمة مرة أخرى إلى ثلاث مجموعات أصغر.حواف المنشورات مسننة بدقة أو مسننة. الزهور، التي تتفتح في شهر يوليو، صغيرة ومتعددة، صفراء أو خضراء، مجمعة في كتل كروية كبيرة تحمل ثمارًا مستطيلة صفراء شاحبة.تنمو حشيشة الملاك فقط في التربة الرطبة، ويفضل بالقرب من الأنهار أو رواسب المياه.
تنمو حشيشة الملاك المخزنية في البرية في روسيا وفنلندا والسويد والنرويج والدنمارك وغرينلَند وجزر فارو وأيسلندا، ومعظمها في الأجزاء الشمالية من البلدان.يُزرع في فرنسا، بشكل رئيسي في ماريه بواتقين، وهي منطقة مستنقعية قريبة من نيور في مقاطعة دوكس سيفر.غالبًا ما يتم الحصول على مصادر حشيشة الملاك المتاحة تجاريًا من المجر ورومانيا وبلغاريا وألمانيا وبولندا.

## الاستخدام والتاريخ

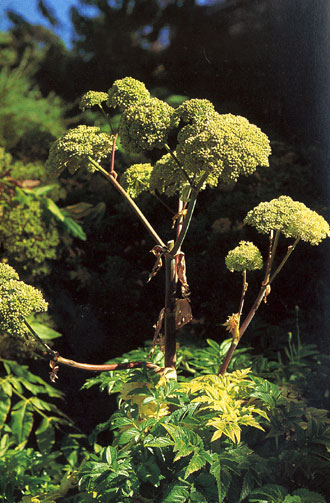
حشيشة الملاك المخزنية

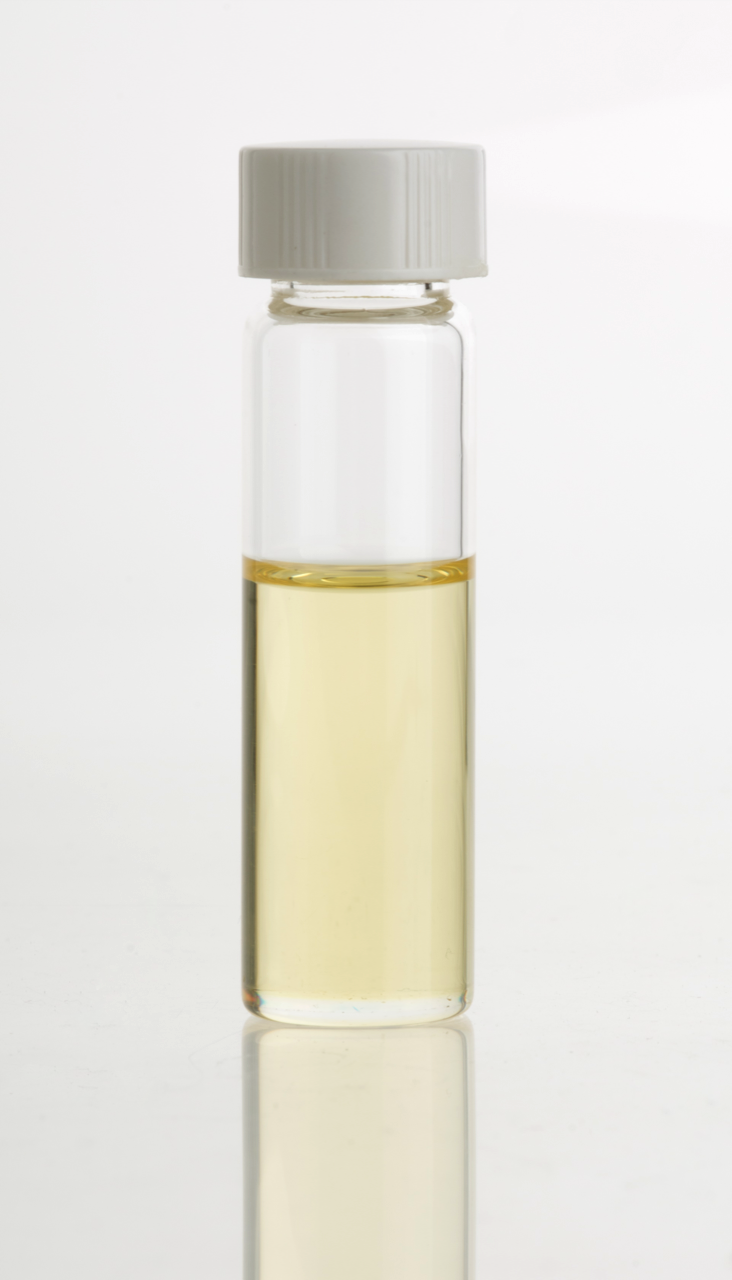
حشيشة الملاك (A. archangelica) زيت أساسي في قنينة زجاجية شفافة

منذ القرن العاشر فصاعدًا، تمت زراعة حشيشة الملاك كنبات نباتي وطب، وحققت شهرة في الدول الاسكندنافية في القرن الثاني عشر، وهي تُستخدم بشكل خاص في ثقافة سامي.حشيشة الملاك هو الطب الشاماني بين السامي أو لابلاندرز.
فهو يستخدم لنكهة الخمور أو اكوافيتس،(على سبيل المثال،أخضر أصفر،البينديكتين،فرموث، دوبونيت)عجة وسمك السلمون المرقط، وكما المربى. كما أن السيقان الطويلة ذات اللون الأخضر الفاتح يتم تسويتها واستخدامها كزينة طعام.حشيشة الملاك هي فريدة من نوعها بين أومبيليفيرا لرائحتها العطرية المنتشرة، وهو عطر لطيف يختلف تمامًا عن الشمر أو البقدونس أو اليانسون أو الكراوية أو الشيرفيل.[بحاجة لمصدر] وقد تم تشبيهه بالمسك والعرعر. تعتبر جذور حشيشة الملاك المخزنية من بين النباتات الأكثر شيوعًا المستخدمة في تقطير الجن، وغالبًا ما تستخدم بالتنسيق مع توت العرعر والكزبرة كخاصية عطرية رئيسية للجن. كما أنها تستخدم في الأفسنتين، أكوافيتس، البيرة، بالإضافة إلى استخدامات الطهي مثل المربى والبيض المقلي. قد تؤكل السيقان المجوفة لها . تُقطف السيقان نظيفة من أوراقها، وتُبلور في شراب السكر وتُلون باللون الأخضر كزينة للكيك أو كحلوى.

## كيمياء
يختلف محتوى الزيت الأساسي لجذر حشيشة الملاك بناءً على عمر الجذور.بشكل عام، تحتوي الجذور على مستويات عالية من التربين، بما في ذلك بينين-أي وبي- فيلاندرين. لقد وجدت الدراسات ما يزيد عن ثمانين مركبًا عطريًا مختلفًا موجودًا في العينات.يحظى سيكلوبنتاديكانوليد باهتمام خاص من العطارين وكيميائيين الروائح، والذي على الرغم من وجوده بكميات صغيرة (<1٪ في الجذور، <.5٪ في البذور)، إلا أنه مسؤول بشكل أساسي عن رائحة المسك المميزة لجذر حشيشة الملاك  وتم العثور عليها في الأصل في الجذور.
على الرغم من أن محصول الزيت العطري لبذور حشيشة الملاك أعلى قليلاً إلا أن الجذور هي التي تفضل عمومًا لاستخدامات الطهي والروائح.
انجليكا البذور لديها التركيب الكيميائي مماثلة لجذور، بما في ذلك ألفا بينين، بي-بينين، الكمفين، ميرسين، بي- فيلاندرين،الليمونين، كاريوفيلين، بورنيول، كارفون وغيرها.
تحتوي كل من البذور والجذور على الكومارين والفوروكومارين من بين هؤلاء انجيلوي-تساوي، تبهيم، هيدارت، أرخانجيلسين، أوكسابيوسيدانين، بيرجابتين، باكانجليسين، ملاك، إمبيراتورين، أيزويمبيراتورين، إيزوبيمبينلين (3-ميثيلبوتروكسي) هيدروكسي، سورالهيلبوتوكس، أوستروثول، أوستول، أوكسابيوسيدانين، فيلوبرين، السورالين وزانثوتوكسين، يمكن أن تكون معزولة عن استخراج الكلوروفورم من جذور حشيشة الملاك. فضلا عن العديد من هيراكلينول المشتقات. استخراج جذر الماء من ليتوراليس، رئيس الملائكة.يحتوي الأدينوزين، كونييفرين، وهما جليكوسيدات ديهيدرو فوروكومارين ابرين وجليكوبيرانوسيل مارميسين) مارميسينين جلوكوبيرانوسيل هيدروكسي مارميسين و2-بيتا-د-جلوكوبيرانوسيلوكسي مارميسين.

## علم أصول الكلمات
تأتي كلمة أرخانجيلكا من الكلمة اليونانية "أرخانجيلوس"(قوس الملاك)بسبب الاعتقاد بأن رئيس الملائكة ميخائيل هو الذي تحدث عن استخدامها كدواء.

## روابط خارجية
- eFloras: Angelica archangelica
- Angelica archangelica قائمة المواد الكيميائية (دكتور ديوك)
- Botanical.com الأعشاب